# Norman Feather
Norman Feather (16 novembre 1904 – 14 août 1978) est un physicien nucléaire britannique. Feather et Egon Bretscher travaillent au laboratoire Cavendish de Cambridge en 1940, lorsqu'ils proposent que l'isotope 239 de l'élément 94 (plutonium) serait mieux à même de soutenir une réaction nucléaire en chaîne. Cette recherche, une avancée majeure, fait partie du projet Tube Alloys, le projet britannique secret pendant la Seconde Guerre mondiale visant à développer des armes nucléaires.

## Jeunesse et éducation
Feather est né en 1904 de Samson et Lucy (Clayton) Feather à Pecket Well, Yorkshire de l'Ouest. Son père est directeur de Pecket Well. Alors que Feather est encore un bébé, son père devient directeur de l'école primaire Holme dans le Yorkshire, que Feather fréquente ensuite.
Feather fait ses études à la Bridlington Grammar School et au Trinity College de Cambridge, avant de passer un an à l'Université de Londres et d'obtenir un baccalauréat ès sciences (première classe) en 1926. Il est membre du Trinity College de 1929 à 1933, puis membre et maître de conférences en sciences naturelles de 1936 à 1945. Feather obtient son doctorat (PhD) à Cambridge en 1931 sous la direction de James Chadwick et Ernest Rutherford. Ses recherches exploitent une chambre à nuages Wilson et se concentrent sur le problème des particules alpha à longue portée.
En 1932, Feather épouse Kathleen Grace Burke (décédée en 1975).

## Carrière

### Découverte du Neutron
En 1929, Feather effectue une visite d'un an à l'Université Johns-Hopkins de Baltimore, aux États-Unis. Lors de sa visite, il apprend que l'hôpital Kelly utilise des tubes à radon dans le traitement des cancers, et que les tubes périmés sont jetés après utilisation. Les tubes à radon périmés sont une source de polonium, une source de particules alpha énergétiques. Le polonium étant difficile à obtenir et coûteux à l’époque, Feather acquiert un grand nombre de tubes à radon mis au rebut. Le radon expiré devait être utilisé comme source de particules alpha pour des expériences à Cambridge. En effet, la source de Polonium radioactif utilisée par James Chadwick pour découvrir le neutron en 1932 est issue de ces tubes à radon,.
Feather aide Chadwick dans ses enquêtes menant à la découverte du neutron. Il mène ensuite certaines des premières recherches sur le neutron. Feather obtient la première preuve que les neutrons peuvent produire des désintégrations nucléaires,,. L'année 1932 est plus tard appelée « l'annus mirabilis » pour la physique nucléaire au Laboratoire Cavendish.

### Plutonium et projet Tube Alloys
En 1940, Feather et Egon Bretscher du laboratoire Cavendish réalisent une percée dans la recherche nucléaire pour le projet Tube Alloys. Ils proposent que l'isotope 239 de l'élément 94 puisse être produit à partir de l'isotope commun de l'Uranium 238 par capture de neutrons. Comme l'U-235, ce nouvel élément devrait être capable de soutenir une réaction nucléaire en chaîne. Un réacteur à neutrons lents alimenté à l’uranium produirait, en théorie, des quantités substantielles de plutonium-239 comme sous-produit, puisque l’U-238 absorbe les neutrons lents pour former le nouvel isotope U-239. Ce nucléide émet rapidement un électron qui se désintègre en un élément de masse 239 et de numéro atomique 93. Ce nucléide émet alors un autre électron pour devenir un nouvel élément toujours de masse 239, mais avec un numéro atomique 94 et une demi-vie bien plus longue.
Bretscher et Feather montrent des bases théoriquement réalisables selon lesquelles l'élément 94 serait facilement « fissible » par les neutrons lents et rapides, et a l'avantage supplémentaire d'être chimiquement différent de l'uranium et pouvait donc en être facilement séparé. Cela est confirmé indépendamment en 1940 par Edwin M. McMillan et Philip Abelson du Berkeley Radiation Laboratory. Nicholas Kemmer de l'équipe de Cambridge propose les noms Neptunium pour le nouvel élément 93 et Plutonium pour 94 par analogie avec les planètes extérieures Neptune et Pluton au-delà d'Uranus (l'uranium étant l'élément 92). Les Américains suggèrent fortuitement les mêmes noms. La production et l'identification du premier échantillon de plutonium en 1941 sont généralement attribuées à Glenn Seaborg, qui utilise un cyclotron plutôt qu'un réacteur.

### Professeur à Edimbourg
Feather est professeur de philosophie naturelle à l'Université d'Édimbourg de 1945 à 1975, puis professeur émérite. Il est actif dans la recherche en physique nucléaire tout au long de sa carrière, préférant les expériences modestes et à petite échelle aux grandes expériences devenues courantes après la guerre.
Feather est nommé membre de la Royal Society (FRS) en 1945. À partir de 1946, il est également membre de la Royal Society of Edinburgh et est président de cette société de 1967 à 1970. Feather remporte le prix Makdougall Brisbane de la Royal Society of Edinburgh pour 1968-1970.

### Auteur
À partir de 1936, Feather est l'auteur de plusieurs monographies sur la physique nucléaire et la physique d'introduction de base, dont une biographie de Rutherford en 1940. JD Jackson cite la monographie de Feather sur l'électricité et la matière comme un bon récit de l'histoire de l'électricité et du magnétisme « avec une discussion perspicace des expériences originales ».

## Livres
- N. Feather, An Introduction to Nuclear Physics, Cambridge University Press, 1936. ASIN B00085IOJG
- N. Feather, Lord Rutherford, Blackie & Son, 1940. ASIN B0006APC66
- N. Feather, Nuclear Stability Rules, Cambridge University Press, 1952. ASIN B0007IW0BM
- N. Feather, Mass Length and Time, Edinburgh University Press, 1962. ASIN B000XWAWI0
- N. Feather, Vibrations and Waves, Edinburgh University Press, 1963. ASIN B000FSNW0W
- N. Feather, Electricity and Matter : An introductory Survey, Edinburgh University Press, 1968. ASIN B00KO6MLPM
- N. Feather, Matter and Motion, Penguin Books Ltd., 1970.